# フォンドメタル・GR01
フォンドメタル・GR01 (Fondmetal GR01) はフォンドメタルが1992年のF1世界選手権に投入したフォーミュラ1カー。デザイナーはロビン・ハード。

## フォーミュラ1
フォンドメタル・GR01は前作のフォメットF1を改良した物であった。前年にフォメットとけんか別れしたフォンドメタルであったが、新たな車両を投入するには時間が足りず、そこでフォメットF1に手を加えた車両で当面を凌ぐこととなった。エンジンはコスワース DFRではもはや限界であったため、新たにコスワース HBを搭載することとなる。これは前年にスポーツカー世界選手権で戦ったジャガー・XJR-14が搭載していた物であった。ドライバーはアンドレア・キエーザとガブリエル・タルキーニの2台体制となった。身長180cmのキエーザのマシンは、昨年度のドライバーであったオリビエ・グルイヤール（身長170cm）に合わせたマシンであったため、新車にマッチしなかった。キエーザは8戦中6戦で予選落ちし、2戦はリタイアだった。タルキーニは6戦に出走したが全戦リタイアした。
GR01は2台がフォメットF1から改修され、2台が新造された。

## インターセリエ
GR01はその後、S.C.Iチームが購入しラニエリ・ランダッキオをドライバーとしてインターセリエに参戦した。インターセリエはCan-Am同様のスポーツカーで争われたヨーロッパのみのシリーズで、GR01はフェンダーを取り付けられたオープンコクピットのスポーツカーとして94年から97年まで戦った。94年と97年にはモストで、96年にはブランズ・ハッチで2位を獲得している。

## F1における全成績
(key) （太字はポールポジション）
| 年     | チーム               | エンジン                   | タイヤ | No. | ドライバー | 1   | 2   | 3   | 4   | 5   | 6   | 7   | 8   | 9   | 10  | 11  | 12  | 13  | 14  | 15  | 16  | ポイント | 順位 |
| ------ | -------------------- | -------------------------- | ------ | --- | ---------- | --- | --- | --- | --- | --- | --- | --- | --- | --- | --- | --- | --- | --- | --- | --- | --- | -------- | ---- |
| 1992年 | フォンドメタルF1 SpA | フォード・コスワース HB V8 | G      |     |            | RSA | MEX | BRA | ESP | SMR | MON | CAN | FRA | GBR | GER | HUN | BEL | ITA | POR | JPN | AUS | 0        | NC   |
| 1992年 | フォンドメタルF1 SpA | フォード・コスワース HB V8 | G      | 14  | キエーザ   | DNQ | Ret | DNQ | Ret | DNQ | DNQ | DNQ |     | DNQ |     |     |     |     |     |     |     | 0        | NC   |
| 1992年 | フォンドメタルF1 SpA | フォード・コスワース HB V8 | G      | 15  | タルキーニ | Ret | Ret | Ret | Ret | Ret | Ret |     |     |     |     |     |     |     |     |     |     | 0        | NC   |

## 参照
- “Fondmetal - Full Profile”.   f1rejects.com. 2010年12月27日時点のオリジナルよりアーカイブ。2011年5月8日閲覧。
- “Fondmetal GR01”.   chicanef1.com. 2011年5月8日閲覧。